# Vorbis
Vorbis è un algoritmo libero per la compressione audio digitale con compressione dati lossy, che si pone come alternativa di altri standard come MP3, VQF, AAC.
A parità di qualità percepita, permette una maggiore compressione rispetto al formato MP3, ottenuta mediante avanzate tecniche di psicoacustica.
Il suo sviluppo si deve soprattutto a Christopher Montgomery, fondatore della Xiph.Org Foundation (nota anche come Xiphophorous Foundation), che la porta dalla prima alpha release del settembre 1998 fino alla pubblicazione ufficiale della versione 1.0 avvenuto nel luglio 2002.
Il suo ideatore, Christopher Montgomery, iniziò a sviluppare questo formato quando un Intel 486 era ancora un prodotto di lusso. La qualità del suo lavoro è testimoniata dal fatto che la BBC si era interessata al formato per un server di live streaming. Nel marzo 2003, tuttavia, decisero di abbandonare per mancanza di tempo, con il seguente comunicato: "Sorry folks, but we simply do not have time right now to get the ogg streams running again. BBC work has to come first, and until we get more staff, we won't be able to dedicate any time into getting the streams up." Questo in quanto a maggio dello stesso anno passarono al nuovo sistema di server Solaris 8, per il quale le librerie Ogg Vorbis divennero disponibili solo nel dicembre 2003.
La famosa piattaforma di streaming musicale Spotify usa questo formato per i suoi file audio.

## Pregi e difetti
Le caratteristiche distintive del formato Vorbis rispetto allo standard MP3 sono una maggior estensione e pulizia delle alte frequenze (sopra i 16 kHz), il supporto multicanale a livello nativo ed in generale una migliore conservazione delle microinformazioni di spazialità sonora del segnale originario.
Tra i difetti attribuiti vanno citati la relativa pesantezza dell'algoritmo di decodifica rispetto al collaudato MP3 e soprattutto una certa tendenza al pre-echo, ovvero un innaturale fantasma sonoro che sembra precedere di alcuni brevi istanti ogni brusco aumento di pressione sonora. L'esempio che tipicamente viene portato è quello di una sonata di pianoforte con attacchi di fortissimo dal silenzio, oppure il suono delle nacchere.

## Dettagli tecnici
Vorbis è un algoritmo di compressione orientato alla compressione mono, stereo o 5.1 surround di segnale audio PCM campionato a 44.1 kHz o 48 kHz, con una profondità di campionamento di 16 bit o 32 bit. È comunque in grado di gestire anche segnali in ingresso differenti da quelli raccomandati.
Nel trattamento di segnale stereo musicale Vorbis ha il suo bit rate ideale intorno ai 128 kbit/s, risultando estremamente difficoltoso da distinguere rispetto all'originale in un ascolto cieco già da 192 kbit/s.
La sua caratteristica licenza open source ha permesso negli anni lo sviluppo di encoder paralleli a quello ufficiale, tra i quali aoTuV appare come il più efficiente. Trattandosi di un algoritmo di compressione lossy, cioè a perdita di informazioni, è l'encoder a svolgere il compito più delicato in assoluto, dovendo scegliere quale parte di informazione acustica sacrificare.
Vorbis è un algoritmo dall'approccio pesantemente VBR, ovvero a bit rate estremamente variabile in base al tipo di segnale sonoro che è chiamato a codificare. Per questo motivo al posto di riferirsi al valore di kbit/s Xiph.Org raccomanda di usare la nomenclatura q, ovvero il livello di qualità con cui è stata eseguita la codifica.
Il primo encoder ufficiale prevedeva livelli di qualità da q0 a q10, sotto forma di numeri interi. È stato in seguito aggiunto il livello di qualità q-1, tipicamente paragonato ai 45 kbit/s, e addirittura un livello q-2 di circa 32 kbit/s nell'encoder aoTuV. Contestualmente il livello di qualità è stato convertito in un numero reale.
Tuttavia, a causa del citato approccio a bitrate variabile, l'encoder non è in grado di fornire alcuna garanzia di coerenza tra il bit rate nominale associato al livello di qualità selezionato e il bit rate medio finale effettivo risultante dalla compressione.
Vorbis è un algoritmo nato in concomitanza al formato contenitore Ogg e con questo spesso confuso, principalmente a causa:
1. dell'iniziale sovrapposizione dei due progetti;
2. dell'estensione associata ai file Vorbis (.ogg e .oga);
3. del MIME-Type associato ai file Vorbis (application/ogg);
4. del lungo periodo necessario a sviluppare codec alternativi a Vorbis che potessero approfittare del medesimo container Ogg, chiarendo le finalità generiche di quest'ultimo.

Di fatto l'unico modo di fruire di una traccia audio codificata in Vorbis è incapsularla in un file Ogg, producendo un cosiddetto Ogg Vorbis. Le due tecnologie operano all'unisono ma a livelli di astrazione diversi.
Tra i contenitori che in futuro potrebbero supportare Vorbis al pari di Ogg vi è Matroska.

## Licenze
Le specifiche di Vorbis sono di pubblico dominio.
Le librerie di riferimento per la codifica e decodifica sono pubblicate sotto licenza BSD.
Gli strumenti ufficiali per la codifica e decodifica sono pubblicati sotto GPL (GNU General Public Licence).
Xiph.Org non ha mai rilasciato una dichiarazione ufficiale circa la libertà da qualsivoglia diritto d'autore involontariamente violato nello sviluppo del formato, ma si è giustificata citando l'impossibilità pratica di una simile ricerca, causata dall'enorme numero di brevetti registrati in argomento multimediale, e dalla difficoltà di discernere quelli validi da quelli non impugnabili.

## Il mercato
Vorbis rappresenta senza dubbio il codec più diffuso della famiglia Ogg, tuttavia la sua popolarità è del tutto trascurabile se paragonata ad MP3, il suo rivale per antonomasia.
Le motivazioni alla base di questa non eccezionale penetrazione di mercato sono forse da ricercarsi tra una delle seguenti:
- Vorbis è in netto ritardo temporale rispetto ad MP3;
- non ha ricevuto nessuna spinta commerciale da parte dei produttori di hardware;
- la sua popolarità non ha ricevuto lustro dal branding di prodotti hardware o software, perché la sua licenza non impone a chi lo impiega di dichiararlo, neanche in caso di utilizzo commerciale;
- nel momento in cui i produttori hardware sviluppavano le loro soluzioni portatili MP3 (fine anni '90) la libreria di decodifica Vorbis a numeri interi Tremor non era ancora disponibile, rendendo il formato troppo pesante da gestire;
- Xiph.Org Foundation ha più volte ribadito la sua posizione avversa nei confronti dei meccanismi di Digital rights management, escludendo categoricamente tra i suoi piani a breve termine lo sviluppo di un meccanismo di DRM all'interno di Vorbis, peraltro esplicitamente richiesto dall'industria di settore;
- nell'attuale situazione statunitense dei brevetti software, i produttori di hardware non sono interessati a supportare Vorbis neanche a costo zero, perché trattandosi di un formato open source il rischio di un'ipotetica rivalsa di copyright ricadrebbe su di essi.

Allo stato attuale Vorbis viene impiegato in molti videogiochi, tra i quali si citano tutti quelli basati su Unreal Engine, in diverse stazioni radio via Internet (specialmente servite mediante server free IceCast della stessa Xiph.Org) e viene supportato dalla quasi totalità dei lettori software e in qualche decina di lettori hardware nonché in numerose versioni modificate di firmware di dispositivi portatili (cellulari compresi) che originariamente non lo supportavano. Da segnalare a tale proposito il progetto open source Rockbox.

## Lettori hardware
Ogg Vorbis ha ottenuto un supporto da parte dell'industria dell'elettronica di consumo inferiore alle aspettative.
Dei pochi dispositivi hardware che lo gestiscono, tutti esposti in un'apposita pagina del sito OggHelp.com, i soli regolarmente distribuiti in Italia sono i seguenti:

### Lettori da tavolo
- KiSS - Serie DP-xxx
- KiSS - Serie DP-1xxx
- Sarotech - Serie abigs

### Lettori portatili
- SanDisk - Sansa Clip (Firmware dalla versione 01.01.29 in poi)
- iriver - Serie iFP
- Samsung Yepp YP-T6
- Samsung Yepp YP-T8
- Samsung YP-U1
- Samsung YP-U2R
- Samsung YP-U5
- Samsung YP-Z5F
- Samsung YP-U3J
- Samsung YP-Q1
- iAudio - Tutti i modelli
- TrekStor i.Beat organix
- Nortek - Dal Running in poi, su versioni superiori a un 1 GB